# Hacknet
Hacknet là tựa game mô phỏng quá trình hack máy tính được phát hành vào năm 2015.

## Lối chơi
Trò chơi được điều khiển thông qua một sự kết hợp giữa một giao diện đồ họa và một bảng điều khiển hiển thị ký tự console. Nhìn chung, có thể sử dụng một trong hai giao diện để đạt được một số mục tiêu nhất định. Cốt lõi của gameplay là kết nối với các máy tính khác và cho chạy những phần mềm tinh vi, tạo lỗ hổng bảo mật mà bạn có thể lợi dụng để chiếm quyền siêu người dùng trên máy tính. Thứ tự chơi sơ lược của game có thể được diễn tả như sau: đầu tiên quét lớp bảo mật của máy tính để xem những lổ hổng bạn có thể lợi dụng, sau đó chạy phần mềm tương ứng với những lỗ hổng bảo mật đó.
Điểm đáng chú ý của game là việc không đi theo mô-típ chung: nảy kết nối qua lại giữa các máy tính trung gian trước khi kết nối tới máy tính mục tiêu. Thay vào đó là một hệ thống đơn giản hơn: một biến số đếm ngược chỉ thị thời gian còn lại, buộc người chơi phải xử lý nhanh. Nếu con số này đạt đến ngưỡng zero, người chơi được cho một cơ hội cuối cùng để tránh game over bằng cách, hack vào nhà cung cấp dịch vụ Internet và thay đổi địa chỉ IP hiện tại của chính bạn.
Một khi đã sở hữu quyền truy cập siêu người dùng, bạn sẽ tương tác các file hệ thống của máy tính. Những việc cần phải làm trên mỗi máy vi tính nói riêng thay đổi liên tục trong mỗi nhiệm vụ, nhưng nhìn chung đều có thể thực hiện được bằng cách chạy một câu lệnh nhất định để truy cập vào một hoặc nhiều file trên hệ thống.
Một số hệ thống có những giao diện đặc biệt, có thể kể đến như: hệ thông email và các cơ sở dữ liệu.
Đa số hệ thống máy tính có chứa những file chữ có thể đọc được. Phần lớn số file đó là những đoạn chat lấy từ website bash.org.

## Cốt truyện
Trò chơi bắt đầu khi người chơi được liên hệ tự động bởi một người dùng với tên người dùng là "Bit". Lời nhắn tự động này nói người chơi rằng, nó được gửi đi trong tình huống mà Bit đã chết và điều tra cái chết của anh ta.
Kết thúc phần hướng dẫn, cốt truyện thả lỏng và lùi lại một bước, thế chỗ bằng một gameplay mở rộng, cùng với nhiệm vụ điều tra số mệnh của Bit. Nhiệm vụ này cho biết rằng, Bit đã dính líu vào các hoạt động bất hợp pháp.

### Naix
Một trong những nhiệm vụ mà người chơi phải hoàn tất liên quan đến một hacker khác dưới tên là "Naix". Họ đã trả đũa việc bị "điều tra" bởi người chơi, tấn công bằng cách hack vào hệ thống của bạn.

### Project Junebug
Một nhiệm vụ ở độ về sau của gameplay, Dự án Junebug. Nhiệm vụ sẽ bị khóa cho đến khi tất cả các nhiệm vụ khác đã được hoàn tất, cho dù người chơi vẫn có thể thấy nó từ lúc gia nhập vào nhóm hacker.

### Màn kết thúc
Đến lúc gần kết thúc game, người chơi đã truy nhập được vào máy tính của một công ty bảo mật vi tính, tên "EnTech". Và họ sỡ hữu một hệ thống bảo mật chống lại được những công cụ mà người chơi có thể sử dụng. Dần dần, bạn phát hiện ra Bit cũng dính líu đến công ty mang tên "EnTech" này, và một bí mật to lớn đằng sau đó. Bạn quyết định đây chính là lúc kết thúc mọi việc. Mọi việc mà Bit đã bắt đầu.

## Phát triển
Hacknet được phát triển bởi một studio game Team Fractal Alligator điều hành bởi một người, đặt ở Australia.

## Đón nhận
Hacknet nhận được tương đối sự đồng tình và ủng hộ từ các nhà phê bình.
GameSpot cho 8/10, khen ngợi game vì những thiết kế giải đố độc nhất của game.

## DLC
Một DLC mở rộng cho "Hacknet", mang tên "Hacknet Labyrinths" (tạm dịch: "Hacknet Mê cung") được xác nhận vào ngày 30 Tháng 8 2016. Phiên bản mở rộng được dự định phát hành vào tháng 12 năm 2016, tuy nhiên, những khó khăn trong quá trình phát triển đã đẩy lùi thời gian phát hành sang 31 Tháng 3, 2017.
Phiên bản mở rộng này giới thiệu nhiều công cụ hack và các hệ thống bảo mật, và một chương dài khoảng 3~4 giờ chơi, nơi mà người chơi được tuyển mộ bởi một hacker dưới tên "Kaguya" vào một nhóm hacking chuyên nghiệp. Nó còn có thêm nhiều bí ẩn, nhiều giao diện đẹp và âm thanh OST hoàn toàn mới từ các nghệ sĩ OGRE hay Rémi Gallego.